# Ginástica artística nos Jogos Europeus de 2015 - Individual geral masculino
A competição do individual geral masculino foi um dos eventos da ginástica artística nos Jogos Europeus de 2015, em Baku, no Azerbaijão. Foi disputada na Arena Nacional de Ginástica no dia 18 de junho.

## Calendário
Horário de verão do Azerbaijão (UTC+5).
| Data        | Horário | Fase  |
| ----------- | ------- | ----- |
| 18 de junho | 17:30   | Final |

## Medalhistas
| Ouro   | UKR Oleg Verniaiev  |
| Prata  | AZE Oleg Stepko     |
| Bronze | RUS Nikita Ignatyev |

## Resultado
O resultado foi o seguinte.
| Pos.              | Ginasta                | Solo   | Cavalo com alças | Argolas | Salto sobre a mesa | Barras paralelas | Barra fixa | Total  |
| ----------------- | ---------------------- | ------ | ---------------- | ------- | ------------------ | ---------------- | ---------- | ------ |
| Medalha de ouro   | UKR Oleg Verniaiev     | 14.533 | 15.900           | 14.900  | 15.300             | 14.933           | 14.766     | 90.332 |
| Medalha de prata  | AZE Oleg Stepko        | 14.600 | 15.300           | 14.633  | 14.766             | 15.866           | 13.900     | 89.065 |
| Medalha de bronze | RUS Nikita Ignatyev    | 14.900 | 14.300           | 15.033  | 14.966             | 15.266           | 12.900     | 87.365 |
| 4                 | BLR Dzmitry Barkalau   | 14.800 | 14.533           | 14.533  | 14.500             | 14.300           | 14.300     | 86.966 |
| 5                 | GER Fabian Hambuechen  | 14.666 | 13.666           | 14.366  | 13.300             | 14.133           | 15.500     | 85.631 |
| 6                 | ESP Néstor Abad        | 14.366 | 13.900           | 13.166  | 14.900             | 15.000           | 14.266     | 85.598 |
| 7                 | ISR Alexander Shatilov | 14.166 | 14.300           | 13.533  | 14.133             | 13.933           | 14.566     | 84.631 |
| 8                 | LTU Rokas Guščinas     | 14.100 | 14.733           | 14.100  | 13.833             | 14.200           | 13.433     | 84.399 |
| 9                 | SUI Taha Serhani       | 14.533 | 13.566           | 13.433  | 14.233             | 14.333           | 14.000     | 84.098 |
| 10                | FRA Axel Augis         | 13.700 | 12.700           | 13.866  | 14.766             | 14.166           | 14.600     | 83.798 |
| 11                | TUR Ferhat Arıcan      | 14.300 | 12.833           | 12.900  | 14.666             | 15.033           | 13.400     | 83.132 |
| 12                | NOR Stian Skjerahaug   | 14.400 | 14.033           | 12.966  | 14.366             | 13.700           | 13.366     | 82.831 |
| 13                | NED Casimir Schmidt    | 14.733 | 13.933           | 13.433  | 13.833             | 14.333           | 12.200     | 82.465 |
| 14                | GBR Brinn Bevan        | 14.800 | 13.800           | 12.433  | 14.833             | 14.733           | 11.700     | 82.299 |
| 15                | ITA Tommaso De Vecchis | 14.166 | 13.333           | 13.800  | 12.933             | 14.100           | 13.933     | 82.265 |
| 16                | BEL Jimmy Verbaeys     | 14.300 | 13.800           | 12.200  | 12.866             | 14.633           | 13.866     | 81.665 |
| 17                | IRL Kieran Behan       | 15.133 | 11.433           | 14.100  | 14.366             | 12.900           | 13.266     | 81.198 |
| 18                | ROU Vlad Cotuna        | 14.066 | 13.200           | 13.933  | 14.033             | 13.433           | 12.333     | 80.998 |